# 切爾沃尼亞爾 (托馬基夫卡區)
48°0′43″N 34°41′52″E / 48.01194°N 34.69778°E
切爾沃尼亞爾（烏克蘭語：Червоний Яр），是烏克蘭中部的村莊，隸屬第聶伯羅彼得羅夫斯克州的尼科波爾區。該村距離諾沃波克羅夫卡4.5公里，海拔高度122米，2001年人口145。